# Konrad Materne
Konrad Materne (* 13. Dezember 1815 in Briese, Landkreis Oels, Provinz Schlesien; † 30. Oktober 1882 in Liebenwerda, Provinz Sachsen) war ein deutscher evangelischer Theologe und Religionslehrer.

## Leben
Nach dem Abitur am alten Oelser Gymnasium studierte Materne Evangelische Theologie an der Albertus-Universität Königsberg. Im Sommersemester 1839 wurde er im Corps Masovia aktiv. Nach dem Examen wurde er Predigtamtskandidat und Lehrer am Schullehrer-Seminar in Pr. Eylau. Von dort kam er als Seminardirektor an das Lehrerseminar Liebenwerda. 1876 wurde er pensioniert. Er starb im 67. Lebensjahr.

## Werke
- Erörterungen über die Liturgie und die Ordnung des evangelischen Hauptgottesdienstes überhaupt. Eine Handreichung für evangelische Volksschullehrer. Eisleben 1855
- Der erste Religionsunterricht für Kinder evangelischer Christen, 4 Auflagen, 1865–1884
- Christliche Glaubens- und Sittenlehre nach Ordnung des lutherischen Katechismus. Ein Hilfsbuch zur Fortbildung evangelischer Religionslehrer, 5 Teile. 1853–1863. GoogleBooks – Englische Neuauflage bei NabuPress 2011, ISBN 978-1-248-22941-5

Teil 1: 1. Auflage, 1853; 3. Auflage 1863: Christliche Glaubens- und Sittenlehre nach Ordnung des lutherischen Katechismus / 1. Einleitendes und das erste Hauptstück
Teil 2: 2. Auflage, 1855; 3. Auflage 1864; 4. Auflage 1870
Teil 3: 4. Auflage. Eisleben 1871
Teil 4: 4. Auflage. Eisleben 1871
Teil 5: 4. Auflage. Eisleben 1871